# Alexandros (Euripides)
Alexandros (altgriechisch Ἀλέξανδρος) ist eine in Fragmenten erhaltene Tragödie des griechischen Dramatikers Euripides, die 415 v. Chr. als erster Teil einer Trilogie anlässlich der Dionysien uraufgeführt wurde. Die beiden anderen Teile der Trilogie waren die Stücke Palamedes und die Troiades.
Die erhaltenen Fragmente sind durch Stobaios Eklogai und durch Papyrusfunde überliefert.

## Inhalt
Der Hirtensklave Alexandros nimmt an einem gymnischen Agon zu Ehren des vermeintlich toten Königssohns Paris in Troja teil und besiegt dabei einen trojanischen Prinzen. Es kommt zum Streit darüber, ob der Sieg eines Sklaven anerkannt werden könne. Im Zuge des Streites stellt sich heraus, dass es sich bei Alexandros um den tot geglaubten Paris handelt, der von seinen Eltern wegen einer Prophezeiung auf dem Ida-Gebirge ausgesetzt und von Hirten gefunden und aufgezogen worden war. Nachdem er als Königssohn wiedererkannt wurde, wird er wieder nach Troja aufgenommen, wodurch sich die Prophezeiung erfüllt und Troja letztlich zerstört wird.

## Ausgaben
- Tragicorum Graecorum Fragmenta, Band 5, S. 373–379.
- Gustav Adolf Seeck: Euripides. Sämtliche Tragödien und Fragmente, Band 6. Artemis, München 1981. ISBN 3-7608-1532-4